# José Luis Ovando Patrón
José Luis Ovando Patrón (Mexicali, Baja California, 7 de abril de 1970) es un político mexicano, miembro del Partido Acción Nacional, es presidente del PAN en Baja California, y fue diputado federal para el periodo de 2009 a 2012.
Es licenciado en Derecho, egresado del Centro de Enseñanza Técnica y Superior CETYS, es consejero estatal y nacional del PAN, fungió como secretario general del comité estatal del PAN en Baja California; inició en el servicio público como secretario auxiliar del gobernador Alejandro González Alcocer en 1998, en 2000 pasó a ser coordinador de asesores del Secretario de Salud de Baja California y en 2005 fue nombrado Director de Desarrollo Político del estado y en 2006 Subsecretario General de Gobierno y Subsecretario de Gobierno para Asuntos Legislativos en el gobierno de Eugenio Elorduy Walther. En el año 2008 fue director de Vivienda en el Estado en el gobierno de José Guadalupe Osuna Millán.
En 2009 fue elegido diputado federal en representación del VII Distrito Electoral Federal de Baja California a la LXI Legislatura, periodo que culminó en 2012; en la Cámara de Diputados fue presidente de la Comisión de Seguridad Pública e integrante de la Comisión de Vivienda.